# Ruschia subpaniculata
Ruschia subpaniculata är en isörtsväxtart som beskrevs av L. Bol. Ruschia subpaniculata ingår i släktet Ruschia och familjen isörtsväxter. Inga underarter finns listade i Catalogue of Life.